# 陰陽刀
《阴阳刀》（英語：Twin Blades of Doom）是1969年上映的一部香港電影，由陶秦、岳枫执导，邱刚健编剧，凌云等領銜主演。该电影主要讲述一位剑客在报仇的时候遇到的一些事情的故事。

## 劇情簡介
有一个使用两把刀的人因为厌倦了江湖纷争于是决定归隐，但是在这之中，他的家人还是被杀。
而后，为了报仇的他决定重出江湖，并在这之中遇到了一对儿父女以及一些其他的事情……
并且在最后，经过他的努力，最终大仇得报。

## 演员表
- 井莉
- 凌云
- 井淼
- 沙鸥
- 麦先声
- 曾楚霖
- 郑雷
- 洪流
- 房勉
- 石天
- 解元
- 尤情
- 郝履仁

## 其他
- 在拍摄该电影的时候，导演陶秦因病，而导致以后由岳枫开始拍摄该作品。

## 備註
1. ↑  黄仁. . 2014年.
2. ↑  魏君子. . 2019年.
3. ↑  陳蝶衣. . 1984年.
4. ↑  喬奕思, 劉嶔. . 2018年.
5. ↑  栗子, 粟子. . 2010年.
6. ↑  张骏祥, 程季华. . 1995年.
7. ↑  . 2003年.

## 相關連結
- 互联网电影数据库（IMDb）上《陰陽刀》的资料（英文）
- 豆瓣电影上《陰陽刀》的資料 （简体中文）
- 香港影庫上《陰陽刀》的資料（繁體中文）